# Günter Schmahl (Fußballspieler)
Günter Schmahl (* 17. September 1941) ist ein deutscher Fußballspieler, der in den 1960er Jahren in der DDR-Oberliga, der höchsten Spielklasse im DDR-Fußball, für den SC Lokomotive Leipzig und den ASK Vorwärts Berlin spielte. Er ist sechsfacher DDR-Juniorennationalspieler.

## Sportliche Laufbahn
Als Spieler der Betriebssportgemeinschaft (BSG) Motor Altenburg wurde Günter Schmahl 1959 in den Kader der DDR-Juniorennationalmannschaft berufen. Bis 1960 bestritt er mit der Juniorenauswahl sechs Länderspiele, in denen er als Stürmer eingesetzt wurde und einmal zum Torerfolg kam.
Zur Saison 1960 (Kalenderjahr-Saison) wechselte Schmahl von Motor Altenburg, wo er zuletzt in der drittklassigen II. DDR-Liga gespielt hatte, zum Oberligisten SC Lok Leipzig. Dort wurde er überwiegend in der Reservemannschaft eingesetzt. Zwei Spiele absolvierte er mit der Oberligamannschaft: Am 31. Juli beim Achtelfinal-Pokalspiel gegen die BSG Chemie Zeitz (4:1) und am 7. August im 14. Oberligasaisonspiel gegen den SC Dynamo Berlin (0:4).
Noch in derselben Saison verpflichtete sich Schmahl für einen vierjährigen Dienst in der Nationalen Volksarmee der DDR. Er erhielt die Möglichkeit weiter Fußball zu spielen und wurde zunächst bei der Armeesportgemeinschaft Vorwärts Cottbus stationiert, die in der zweitklassigen I. DDR-Liga spielte. In der Saison 1960 wurde Schmahl dort in einem Punktspiel eingesetzt. Anschließend wurde der Fußballspielbetrieb in der DDR wieder auf den Sommer-Frühjahrspielrhythmus umgestellt. Dazu wurde in allen Spielklassen vom Winter 1961 bis zum Frühjahr 1962 durchgespielt. Vorwärts Cottbus musste 39 Punktspiele absolvieren, von denen Schmahl 24 Partien bestritt. In der Saison 1962/63 holte der Führungsklub der Armeesportvereinigung Vorwärts, der ASK Vorwärts Berlin, nach dem Ausfall einiger Stammspieler Günter Schmahl in seine Oberligamannschaft. Er wurde vom 5. bis zum 11. Spieltag als Stürmer auf verschiedenen Positionen eingesetzt. Obwohl er mit zwei Toren in seinen beiden ersten Einsätzen einen guten Einstand hatte, wurde er später nicht mehr in der Oberliga eingesetzt und spielte in der Reservemannschaft. Dort verbrachte er auch die gesamte Saison 1963/64.
Nach seiner Entlassung aus der Armee schloss sich Schmahl dem DDR-Ligisten Chemie Zeitz an. Während er 1984/85 nur 15 der 30 Punktspiele bestritt, war er in  den Spielzeiten 1965/66 bis 1968/69 Stammspieler den Zeitzern. Von den 120 in diesem Zeitraum ausgetragenen DDR-Liga-Spielen absolvierte er 113 Begegnungen. In seiner Zeitzer DDR-Liga-Zeit schoss er elf Punktspieltore. Nach der Saison 1968/69 musste Chemie in die drittklassige Bezirksliga absteigen. Dach spielte Günter Schmahl nicht mehr im höherklassigen Fußball.